# Leopold Ružička
Leopold Stjepan Ružička (vagy Lavoslav Ružička, Vukovár, Szerém vármegye, Magyar Királyság,  1887. szeptember 13. – Zürich, 1976. szeptember 26.) horvát-svájci kémikus. 1939-ben Adolf Butenandttal együtt elnyerte a kémiai Nobel-díjat "a polimetilének és magas szénatomszámú terpének vizsgálatáért".

## Tanulmányai
Leopold Ružička 1887. szeptember 13-án született az akkor az Osztrák-Magyar Monarchiához tartozó Vukováron. Apja, a cseh és horvát származású Stjepan Ružička kádár volt; anyja pedig a horvát-osztrák eredetű Ljubica Ružička (leánykori nevén Sever). Apja korán, 1891-ben meghalt és anyja ezután visszaköltözött szülővárosába, Eszékre. Leopold horvát nyelvű elemi iskolába és gimnáziumba járt. Általában jó tanuló volt, de igazán csak a fizika és a matematika érdekelte. Kémiát az iskola nem oktatott, azt önszorgalomból sajátította el.
A Zürichi Politechnikai Intézetben szeretett volna továbbtanulni, de az ábrázoló geometriából adandó felvételi vizsga elriasztotta, ezért inkább Németországban a Karlsruhei Műszaki Főiskolát választotta. A liberális szellemiségű, kevéssé bürokratikus főiskola egyben rendkívül színvonalas is volt, Ružička tanárai közül ketten is (Fritz Haber 1918-ban és Hermann Staudinger 1953-ban) kémiai Nobel-díjban részesültek. Ružička az utóbbinál kezdte a doktori kurzust, a laboratóriumban a keténeket vizsgálták. Kétéves munka után 1910-ben megkapta okleveles mérnöki képesítését, majd két héttel később doktori címét is. A summa cum laude minősítés ellen Haber tiltakozott, mert Ružička nem látogatta rendszeresen fizikai kémiai óráit.
Ružička ezután Staudinger asszisztense lett és közösen az addig szinte egyáltalán nem kutatott piretrineket, a rovarirtóként használt dalmátvirág (Tanacetum cinerariifolium) hatóanyagát vizsgálták.

## Munkássága
1912-től Staudinger a zürichi Szövetségi Műszaki Főiskola professzora lett, Ružička pedig követte őt Svájcba és itt folytatta pályafutását. 1917-ben svájci állampolgárságot is kapott. 1916-tól kezdve önállóan dolgozott, és az ezt követő évtized pályafutása leggyümölcsözőbb és legboldogabb korszaka volt, amikor reggeltől estig a laboratóriumban dolgozhatott a saját témáin, oktatnia is csak hetente egy órát kellett.
1916-tól a docensi kinevezéséhez szükséges habilitációhoz a világ egyik legrégebbi parfümgyártójának, a német Haarman & Reimer cégnek végzett kutatásokat; ennek eredményeképpen kidolgozta az illatanyagként használt fenchon szintetikus előállításának módját. Miután 1918-ban "Privatdozent" lett, a bázeli Ciba gyógyszercégnek is dolgozott monoterpének szintézisében, és megtalálta a b-collidin és a linalool teljes, valamint a pinén részleges szintézisének módját.
1921-ben a genfi Chuit, Naef & Firmenich parfümgyártó kérte fel nagy szénatomszámú terpének kutatására. Munkatársaival előbb felderítette a nerolidol és a farnezol szerkezetét, de legfontosabb felfedezése az volt, hogy az illatszerekben használt cibeton és a muszkon (a cibetmacska és a pézsma illatanyaga) nagy, sokszénatomos gyűrűket alkot. Ezek alapján, az általa felfedezett Ružička-reakcióval olyan 9-30 szénatomszámú gyűrűmolekulákat szintetizált, amilyeneknek a létezését a vegyészek instabilitásuk miatt addig lehetetlennek tartották. 

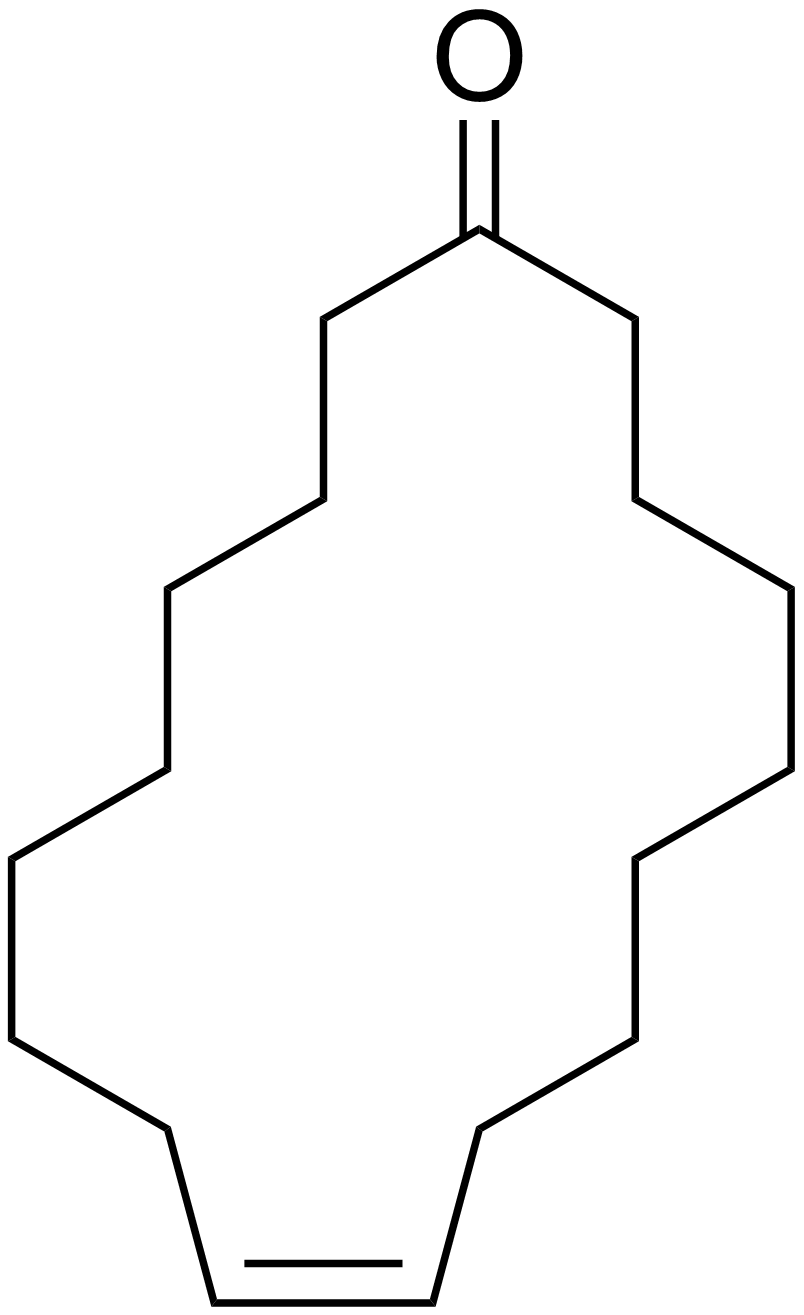
A cibeton szerkezete

1926-1929 között az Utrechti Egyetemen adott elő szerves kémiát, majd korábbi munkahelye meghívására visszatért Zürichbe. Döntését elősegítette, hogy az erős svájci gyógyszer- és illatszeripar szívesen támogatta az egyetemi kutatásokat és megoldandó feladatokat is állított elébük.
1930-tól ismét a Cibával működött együtt a férfi nemi hormonok kutatásában, 1937-től pedig a Rockefeller Alapítvány támogatta a triterpéneket és szteroidokat érintő munkáját: ekkor határozta meg a tesztoszteron és androszteron szintézisének módját.
1939-ben addigi munkásságáért neki ítélték a kémiai Nobel-díjat (a német Adolf Butenandttal megosztva).
A második világháború idején segítette a leendő Nobel-díjas, horvát Vladimir Prelog karrierjének megindítását. Az ötvenes években inkább biokémiával, főleg a terpének bioszintézisével foglalkozott és felállította a "biogenetikai izoprén-szabályt, ami szerint egy terpén lehetséges szerkezetei közül az a legkedvezőbb, amely egy alifás prekurzorból, például a geraniolból származtatható. Mikor 1957-ben visszavonult, laboratóriumát Prelognak adta át. Pályafutása alatt nyolc díszdoktori címet, hét díjat és kitüntetést, 24 tiszteletbeli tagságot tudományos társaságokban és 18 akadémiai tagságot gyűjtött.

## Családja
Leopold Ružička 1912-ben feleségül vette Anna Hausmannt, akitől 1950-ben elvált, majd egy évvel később elvette Gertrud Acklint. Gyermeke nem született. Szabad idejében a holland és flamand festészetet tanulmányozta és alpesi növényeket gondozott kertjében.
Leopold Ružička 1976. szeptember 26-án halt meg Zürichben, 89 éves korában.